# Fluxoppervlak

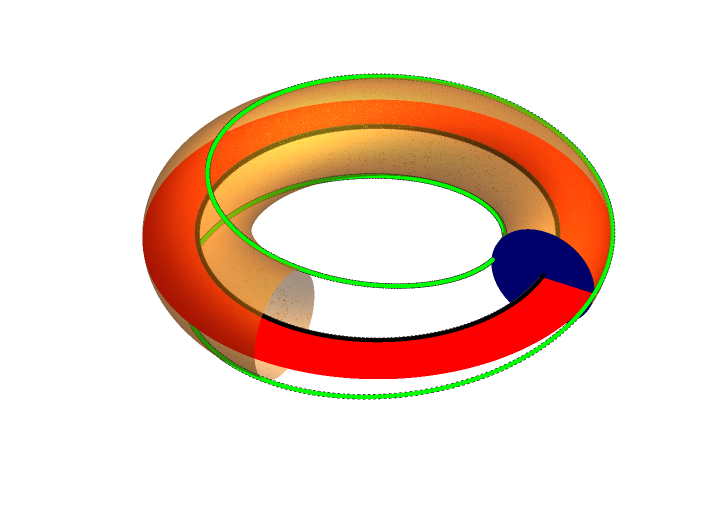
Een deel van een fluxoppervlak (geel) en de magnetische as (zwart). De magnetische flux die door het rode en blauwe oppervlak gaat, wordt respectievelijk de poloidale en toroïdale flux genoemd. Verder bevindt zich op het fluxoppervlak een rationele magnetische veldlijn (groen).

Bij magnetische opsluitingsfusie is een fluxoppervlak een oppervlak waarop magnetische veldlijnen liggen. Omdat het magnetische veld divergentievrij is (en magnetische nulpunten ongewenst zijn), impliceert de harige-bal stelling dat een dergelijk oppervlak ofwel een torus ofwel een knoop moet zijn. Bij de tokamak en de stellarator hebben de fluxoppervlakken toroïdale vormen, terwijl de meer exotische "knotatron" een geknoopt fluxoppervlak heeft. Fluxoppervlakken worden doorgaans gekenmerkt door de poloïdale of toroïdale magnetische flux. De poloïdale flux is de magnetische flux die door een lint gaat, die van de magnetische as (het midden van het apparaat) tot het fluxoppervlak reikt. De toroïdale flux is de magnetische flux die door een cirkel gaat die de magnetische as omsluit. De totale flux die door het fluxoppervlak zelf gaat is nul, omdat magnetische veldlijnen overal evenwijdig lopen aan het oppervlak.
Fluxoppervlakken kunnen "rationeel" of "irrationeel" zijn, afhankelijk van het gedrag van magnetische veldlijnen op het fluxoppervlak. Rationele oppervlakken hebben magnetische veldlijnen die periodiek zijn; de magnetische veldlijn bijt in zijn eigen staart. Omgekeerd hebben irrationele oppervlakken magnetische veldlijnen die niet in zijn eigen staart bijt, en een magnetische veldlijn bestrijkt het gehele fluxoppervlak (de magnetische veldlijn komt willekeurig dicht bij ieder punt op het fluxoppervlak). Rationele magnetische oppervlakken zijn zeer gevoelig voor verstoringen en kunnen leiden tot magnetische eilanden. Er is geen garantie dat flux-oppervlakken bestaan; de magnetische veldlijn kan een volume chaotisch vullen. De theorie van magnetische veldlijnen in toroïdale systemen hangt nauw samen met de theorie van tweedimensionale Hamiltoniaanse systemen.